# Liste der luxemburgischen Abgeordneten zum EU-Parlament (2019–2024)
Die Liste der luxemburgischen Abgeordneten zum EU-Parlament (2019–2024) listet alle luxemburgischen Mitglieder des 9. Europäischen Parlaments nach der Europawahl in Luxemburg 2019 auf.

## Aktuelle Mandatsstärke der Parteien
- S&D: 1
- G/EFA: 1
- ALDE: 2
- EVP: 2

| Nationale Partei                                   | Mandate | Fraktion                                                                               |
| -------------------------------------------------- | ------- | -------------------------------------------------------------------------------------- |
| Chrëschtlech Sozial Vollekspartei (CSV)            | 02      | Fraktion der Europäischen Volkspartei (EVP)                                            |
| Demokratesch Partei (DP)                           | 01      | Renew Europe (RE)                                                                      |
| Parteilose Abgeordnete                             | 01      | Renew Europe (RE)                                                                      |
| Lëtzebuerger Sozialistesch Aarbechterpartei (LSAP) | 01      | Fraktion der Progressiven Allianz der Sozialdemokraten im Europäischen Parlament (S&D) |
| Déi Gréng                                          | 01      | Die Grünen/Europäische Freie Allianz (G/EFA)                                           |
| SUMME                                              | 06      |                                                                                        |

## Abgeordnete
| Bild | Name                | geb. | MEP seit      | Partei      | Fraktion | Kommentar                              |
| ---- | ------------------- | ---- | ------------- | ----------- | -------- | -------------------------------------- |
|      | Marc Angel          | 1963 | 10. Dez. 2019 | LSAP        | S&D      | Nachrücker für Nicolas Schmit          |
|      | Charles Goerens     | 1952 | 2. Juli 2019  | DP          | RE       |                                        |
|      | Christophe Hansen   | 1982 | 2. Juli 2019  | CSV         | EVP      | Abgeordneter bis zum 23. Oktober 2023  |
|      | Martine Kemp        | 1994 | 24. Okt. 2023 | CSV         | EVP      | Nachrückerin für Christophe Hansen     |
|      | Tilly Metz          | 1967 | 2. Juli 2019  | Gréng       | G/EFA    |                                        |
|      | Nicolas Schmit      | 1953 | 2. Juli 2019  | LSAP        | S&D      | Abgeordneter bis zum 30. November 2019 |
|      | Monica Semedo       | 1984 | 2. Juli 2019  | DPparteilos | RE       | Parteiaustritt im Januar 2021          |
|      | Isabel Wiseler-Lima | 1961 | 2. Juli 2019  | CSV         | EVP      |                                        |